# Condado de Arteche
El condado de Arteche es un título nobiliario español creado por Francisco Franco el 18 de julio de 1950 a favor de Julio Francisco Domingo de Arteche y Villabaso.

## Denominación
La denominación de la dignidad nobiliaria refiere al apellido paterno, por lo que fue universalmente conocida la persona a la que se le otorgó dicha merced nobiliaria.

## Carta de otorgamiento
El título nobiliario se le otorgó por: 

«...a don Julio Arteche Villabaso, que con su esfuerzo e inteligencia viene laborando incansablemente por el engrandecimiento de la industria y de la economía nacional.»
Decreto de 18 de julio de 1950. Publicado en el BOE el mismo día.

## Condes de Arteche
|                               | Titular                                        | Periodo                       |
| Creación por Francisco Franco | Creación por Francisco Franco                  | Creación por Francisco Franco |
| ----------------------------- | ---------------------------------------------- | ----------------------------- |
| I                             | Julio Francisco Domingo de Arteche y Villabaso | 1950-1960                     |
| II                            | José María de Arteche y Olabarri               | 1963-1969                     |
| III                           | Julio de Arteche y Chalbaud                    | 1970-2015                     |
| IV                            | María Victoria de Aznar y Arteche              | 2016-actual titular           |

## Historia de los condes de Arteche
- Julio Francisco Domingo de Arteche y Villabaso (Bilbao, 4 de agosto de 1878 - Las Arenas, Vizcaya, 12 de julio de 1960)[3] presidente del Consejo de Administración del Banco de Bilbao, gran-cruz de la Real Orden de Isabel la Católica,[4] diputado a Cortes Generales en las elecciones generales de 1923 por el distrito de Marquina-Jeméin, en la provincia de Vizcaya, Liberal Independiente,[3] I conde de Arteche.

Casó con Magdalena Olabarri Zubiría. Le sucedió, por carta de fecha 22 de marzo de 1963, su hijo:
- José María de Arteche y Olabarri (m. 1969), II conde de Arteche.

Casó con María del Pilar Chalbaud Amann. Le sucedió, por real carta de sucesión de fecha 4 de diciembre de 1970, su hijo:
- Julio de Arteche y Chalbaud, III conde de Arteche.[6]

Le sucedió, por real carta de sucesión de fecha 27 de abril de 2016, su sobrina materna:
- María Victoria de Aznar y Arteche, IV condesa de Arteche.